# Базеј сир Отен
Базеј сир Отен (фр. Bazeilles-sur-Othain) насеље је и општина у североисточној Француској у региону Лорена, у департману Меза која припада префектури Верден.
По подацима из 2011. године у општини је живело 114 становника, а густина насељености је износила 14,88 становника/km². Општина се простире на површини од 7,66 km². Налази се на средњој надморској висини од 240 метара (максималној 337 m, а минималној 187 m).

## Демографија
| 1962. | 1968. | 1975. | 1982. | 1990. | 1999. | 2011. |
| ----- | ----- | ----- | ----- | ----- | ----- | ----- |
| 118   | 118   | 109   | 96    | 72    | 91    | 114   |

График промене броја становника у току последњих година